# Slaget vid Worcester
Slaget vid Worcester (engelska: Battle of Worcester) utspelades 3 september 1651 och var det sista slaget i det engelska inbördeskriget. Slaget utkämpades mellan parlamentets trupper (New Model Army) under Cromwell med 28 000 man och rojalisterna (med stöd av skotska trupper) under befäl av David Leslie med 16 000 man.

## Bakgrund
Den blivande Karl II av ätten Stuart gjorde ett försök att ta tillbaka tronen i England som hade gått förlorad då fadern Karl I hade blivit avrättad 1649. Karl vände sig till Skottland för att få hjälp och utropades till kung av Skottland i januari 1651. Karl II var nu kung i Skottland och tronpretendent i England. Den skotske kommendanten David Leslie ville utkämpa kriget i Skottland där rojalisterna hade mest stöd. Karl ville dock att kampen skulle föras i England och därför kom slaget att utkämpas vid Worcester. Karl trodde att de skotska trupperna skulle få stöd av engelska presbyterianer som vid den här tiden upplevde en stor trötthet på kriget och på parlamentsarmen. Planen genomskådades dock av Cromwell och av parlamentets ledning. Parlamentet skickade en understödstrupp under generallöjtnant Charles Fleetwood. Cromwell och Fleetwood sammanstrålade vid Worcester.

## Slaget
Rojalisterna tog ställning i byn där trupperna hade goda förråd. Parlamentets armé under Cromwell tvekade dock till att storma det rojalistiska lägret eftersom han fruktade att det skulle bli stora förluster.  Cromwell belägrade byn men för att komma över floderna Severn och Teme ordnade man med tjugo stora båtar som skulle fungera som en pontonbro. Efter att man hade satt ihop broarna så kunde man ta sig över. Fleetwood och Cromwell startade anfallet från var sin sida. Skottarna lyckades pressa tillbaka parlamentets trupper och striden stod och vägde. Disciplinen och tyngden i New Model Army fällde dock avgörandet och skottarna pressades tillbaka. Ansatta från flera håll och med flera soldater på flykt flydde Karl II tillsammans med sin livvakt. Flera rojalistiska soldater tillfångatogs under natten.

## Resultat
Resultatet av slaget blev att parlamentets trupper förlorade omkring 200 man medan rojalisterna förlorade 2  500 i döda och 6 500 tillfångatagna. Tronpretendenten Karl II tvingades i landsflykt i Frankrike. Detta innebar slutet för de rojalistiska trupperna och därmed också för det engelska inbördeskriget.

## Fotnoter
1. ↑  ”Från Amsterdam den 7. Octob.”. Ordinari Post Tijdender:  s. 4. 17 oktober 1651.